# コボ
コボ（Rakuten Kobo Inc.、旧社名：Shortcovers）は電子書籍リーダーと電子書籍を販売する企業。カナダのトロントに本拠を構える。2009年8月28日設立。2012年1月11日に日本の楽天の子会社となった。

## 概要
コボは元々インディゴ・ブックス・アンド・ミュージックの一部門で、後にスピンオフした。電子書籍リーダーの製造に加え、コボはBlackBerry、 iPad、 iPhone、 Android端末向けのアプリ開発も行なっている。
コボは長江実業、W・H・スミス、ウィットコウルズ、フナック といった企業と戦略的パートナーシップを締結している。2011年、コボは出版部門を設立した。
2012年10月9日、電子出版ソリューション企業の仏Aquafadasの買収を発表。
社名のKoboはbookのアナグラムである。

### コボ電子書籍ストア
電子書籍や新聞、雑誌はコボのウェブサイトのみならず、以前にボーダーズの電子書籍ストアからもダウンロードが可能だった。
ボーダーズの閉鎖に伴って、利用者はボーダーズの電子書籍をコボの書庫に移転可能となった。

### 楽天による買収
2011年11月8日、筆頭株主のインディゴがコボ株を楽天に売却することが発表された。この取引は2012年1月11日に完了し、コボは楽天の子会社となった。
2014年7月1日、社名を「Rakuten Kobo Inc.」に変更した。

## 日本での展開
2012年7月2日、楽天は日本向けの電子書籍リーダー「kobo Touch」を同年7月19日に発売することを発表した。また同日7月19日から「楽天 kobo イーブックストア」でコンテンツの配信を開始した。

### トラブルとレビュー操作
2012年7月19日、「Kobo Touch」の発売と同時に「koboイーブックストア」を開設したが、サービス開始から不具合が多発した。その結果として同社の口コミサイトに不満のレビューが多く書き込まれたために、特例としてレビューを閉鎖した。ただし特設サイトの賞賛のコメントは維持された。レビューは内容を選んで掲載する処置をとると発表した。
「充電できない」「楽天のサイトに接続してアクティベートできない」「Kobo Desktopがインストールできない」「Kobo Desktopに楽天会員としてログインができない」「PCと同期できない」「自炊したデータを日本語認識できず英語のみ表示される」などの発売後の不具合があった。それに加え、後述する日本語書籍の目標数と実際の点数がかけ離れていることも批判を招いた。
なお、楽天の三木谷浩史社長はインタビューで、これらの不具合は同年7月27日の時点で全て修正されたと語っている。また、koboイーブックストアの検索機能にバグが多く、非常に使いづらいことも指摘され続けており、同年8月2日付『日経産業新聞』電子版では小柳健彦編集委員に「β（ベータ）版よりかなり手前の段階にあるといわざるをえない。この状態で本番商用稼働させた楽天の勇気には驚くほかない。」と酷評されている。

### 日本語書籍数の問題
コンテンツの量は当初のサービス開始時に「日本語で約3万冊」と発表していたが、実際の日本語書籍は1万8894件で、日本語無料作品が1万2537件（66.4％）、その中で著作権の消滅した作品を収取配布している電子図書館青空文庫からの流用が1万0741件（56.8％）であり、無料書籍が大半を占めるという準備不足を露呈した形でのスタートとなった。
2012年8月末までに6万冊を目標としていた が、実際には3万9028冊にとどまり、しかも、16階調モノクロ表示しかできないにもかかわらず、元はカラーで撮られた1枚写真を書籍1点として販売する、ギター譜を9月末現在で1万4000点と大量に追加する、オンライン百科事典『Wikipedia』の作家情報を一人一冊ずつ無料の電子書籍にしてストアに掲載し始めるなど、書籍数の水増しと受け取られかねない行為が相次いで行われた。Wikipediaから転載された作家情報書籍にはDRMによる保護が施されており、Wikipediaの利用規約 に反していた。さらに、全ての電子書籍に対して規格を無視したISBNが付けられていた。同年9月21日に時点において、全ての電子書籍のISBNは「商品番号」に変更された。また、Wikipedia作品はDRMの保護なしで再度登録された。
2012年中に日本語書籍数を20万冊とするという公約 は、同年末11万0,778冊と大幅な未達となったのみならず、4ヶ月半経過した5月15日時点でも13万3,872冊（1ヶ月あたり伸び数5000冊余り）と、公約達成には程遠いペースとなっている。
日本の消費者庁は、楽天「kobo イーブックストア」で提供する日本語の電子書籍の点数を開始時点で「約3万冊」と発表しながら実際には「1万9,164冊」（楽天が発表した数字）だったことに対して、景品表示法の優良誤認にあたる恐れがあると判断し、行政指導を行った。同年10月26日、楽天は謝罪を表明した。

## 製品

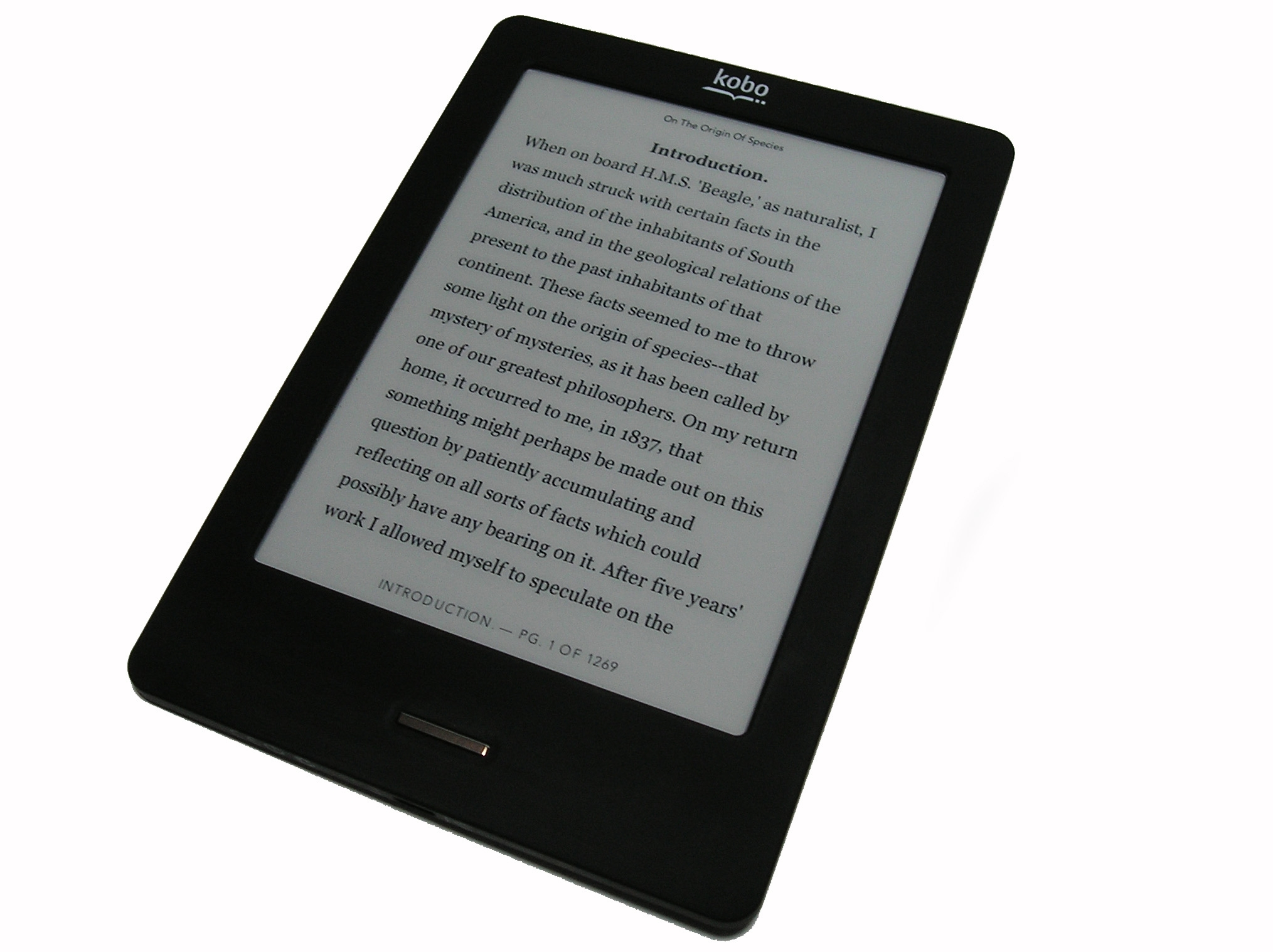
Kobo Touch（海外版）

### Kobo eReader
日本未投入。

### Kobo Wireless eReader
通称 Kobo Wi-Fi。日本未投入。

### Kobo Touch
Kobo Touch。仕様は #E-Ink端末一覧 参照。

### Kobo Vox
仕様は #Android端末一覧 参照。

### Kobo Glo
Kobo Glo。仕様は #E-Ink端末一覧 参照。

### Kobo Mini
kobo Mini。仕様は #E-Ink端末一覧 参照。

### Kobo Arc
仕様は #Android端末一覧 参照。

### Kobo Aura HD
日本未発売。企業側の見込みと違い海外ではかなり売れた。仕様は #E-Ink端末一覧 参照。

### Kobo Aura
通称 Kobo Aura 6"。Kobo Glo と比較して、縦方向が7mm、解像度も10px、厚さが1.9mm小さくなった。重さは11g軽くなった。仕様は #E-Ink端末一覧 参照。

### Kobo Arc 7
仕様は #Android端末一覧 参照。

### Kobo Arc 7HD
仕様は #Android端末一覧 参照。

### Kobo Arc 10HD
仕様は #Android端末一覧 参照。

### Kobo Aura H2O
IP67準拠の防水/防塵性能、ポートカバーを閉じた状態で水深1mで最大30分。Kobo Aura HD と比較して、縦方向が3.3mmと横方向が0.7mm大きく、厚さが2mm小さくなった。重さは7g軽くなった。仕様は #E-Ink端末一覧 参照。

### Kobo Glo HD
Kobo Auraと比較して、縦方向が7mmと横方向が1mm、厚さが1.1mm大きくなった。重さは6g重くなった。仕様は #E-Ink端末一覧 参照。

## E-Ink端末一覧
| 機種                        | Kobo Touch                               | Kobo Glo                                            | Kobo Mini                                             | Kobo Aura HD                             | Kobo Aura                                                     | Kobo Aura H2O                            | Kobo Glo HD | Kobo Aura One                                                      | Kobo Clara HD                  | Kobo Forma                     | Kobo Libra H2O                 | Kobo Nia                       |
| 画面サイズ                  | 6インチ                                  | 6インチ                                             | 5インチ                                               | 6.8インチ                                | 6インチ                                                       | 6.8インチ                                | 6インチ | 7.8インチ                                                          | 6インチ                        | 8インチ                        | 7インチ                        | 6インチ                        |
| 解像度                      | 600×800 ？dpi                            | 1024×758 ？dpi                                      | 600×800 ？dpi                                         | 1440×1080 265 dpi                        | 1014×758 211 dpi                                              | 1430×1080 265 dpi                        | 1448×1072 300ppi | 1404x1872 300ppi                                                   | 1448 x 1072 300ppi             | 1920x1440 300ppi               | 1680 x 1264 300ppi             | 1024 x 758 212ppi              |
| E-Ink                       | Pearl E Ink Display 16階調グレースケール | Pearl E Ink Display 16階調グレースケール            | Vizplex E Ink Display 16階調グレースケール            | Pearl E Ink Display 16階調グレースケール | Pearl E Ink Display 低フラッシュ波形技術 16階調グレースケール | Carta E Ink Display 16階調グレースケール | Carta E Ink Display 16階調グレースケール | Carta E Ink Display 16階調グレースケール                           | Carta E Ink Display            | Carta E Ink Display            | Carta E Ink Display            | Carta E Ink Display            |
| タッチパネル                | 赤外線方式 シングルタッチ                | 赤外線方式 シングルタッチ                           | 赤外線方式 シングルタッチ                             | 赤外線方式 ？点タッチ                    | 静電容量式 ？点マルチタッチ                                   | 赤外線方式 ？点タッチ                    | 赤外線方式 ？点マルチタッチ |                                                                    | 不明                           | 不明                           | 不明                           | 不明                           |
| 前面ライト                  | なし                                     | あり                                                | なし                                                  | あり                                     | あり                                                          | あり                                     | あり | あり                                                               | あり (ComfortLight PRO)        | あり (ComfortLight PRO)        | あり (ComfortLight PRO)        | あり (ComfortLight)            |
| 重さ                        | 185g                                     | 185g                                                | 134g                                                  | 240g                                     | 174g                                                          | 233g                                     | 180g | 230g                                                               | 166g                           | 197g                           | 192g                           | 172g                           |
| 大きさ(mm)                  | 165×114×10                               | 157.4×113.9×10                                      | 101.6×133.1×10.1                                      | 175.7×128.3×11.7                         | 150×114×8.1                                                   | 179×129×9.7                              | 157×115×9.2 | 195.1×138.5×6.9                                                    | 157.0 x 111.0 x 8.3            | 177.7 x 160.0 x 4.2 - 8.5      | 159.0 x 144.0 x 5.0 - 7.8      | 1024 x 758                     |
| 防水・防塵                  | なし                                     | なし                                                | なし                                                  | なし                                     | なし                                                          | あり(IP67規格準拠)                       | なし | あり(IPX8規格準拠)                                                 | なし                           | あり (IPX8 規格準拠)           | あり (IPX8 規格準拠)           | なし                           |
| CPU                         | Freescale i.MX507 (ARM Cortex-A8)        | Freescale i.MX507 (ARM Cortex-A8) 1コア 1 GHz       | Freescale MCIMX507CVM8B (ARM Cortex A8) 1コア 800 MHz | 1 GHz                                    | Freescale i.MX507 (ARM Cortex-A8) 1コア 1 GHz                 | Freescale i.MX507 1コア 1 GHz            | 不明 | Solo Lite iMx6 1 GHz                                               | 不明                           | 不明                           | 不明                           | 不明                           |
| DRAM                        | 不明                                     | 不明                                                | 不明                                                  | 不明                                     | 不明                                                          | 512MB                                    | 不明 | 512MB                                                              | 不明                           | 不明                           | 不明                           | 不明                           |
| 内部容量                    | 約2GB                                    | 約2GB                                               | 約2GB                                                 | 約4GB                                    | 約4GB                                                         | 約4GB                                    | 約4GB | 8GB                                                                | 約8GB                          | 約32GB                         | 約8GB                          | 約8GB                          |
| ユーザ領域                  | 約1GB                                    | 約1GB                                               | 約1GB                                                 | 約3GB                                    | 約3GB                                                         | 約3GB                                    | 約3GB |                                                                    | 不明                           | 不明                           | 不明                           | 不明                           |
| 外部ストレージ              | microSDHC                                | microSDHC                                           | なし                                                  | microSDHC                                | microSDHC                                                     | microSDHC (最大 32GB)                    | なし | なし                                                               | なし                           | なし                           | なし                           | なし                           |
| Wi-Fi                       | 802.11 b/g/n                             | 802.11 b/g/n                                        | 802.11 b/g/n                                          | 802.11 b/g/n                             | 802.11 b/g/n                                                  | 802.11 b/g/n                             | 802.11 b/g/n | 802.11 b/g/n                                                       | 802.11 b/g/n (WEP / WPA /WPA2) | 802.11 b/g/n (WEP / WPA /WPA2) | 802.11 b/g/n (WEP / WPA /WPA2) | 802.11 b/g/n (WEP / WPA /WPA2) |
| 接続                        | microUSB                                 | microUSB                                            | microUSB                                              | microUSB                                 | microUSB                                                      | microUSB                                 | microUSB | microUSB                                                           | microUSB                       | microUSB                       | microUSB                       | microUSB                       |
| 初期ファームウェア          | 不明                                     | 不明                                                | 不明                                                  | 不明                                     | 不明                                                          | 不明                                     | 不明 | 不明                                                               | 不明                           | 不明                           | 不明                           | 不明                           |
| 最終サポート ファームウェア | Kobo Touch Firmware 3.11.0               | Kobo Firmware 3.8.0                                 | Kobo Firmware 3.4.1                                   | Kobo Firmware 3.12.1                     | Kobo Firmware 3.12.0                                          | 不明                                     | 不明 | 不明                                                               | 不明                           | 不明                           | 不明                           | 不明                           |
| バッテリー                  | 最大1か月 （利用状況による）             | 1ヶ月以上 （Wi-Fi,ライトオフ） 55時間（ライトオン） | 2週間 （Wi-Fiオフ時）                                 | 2ヶ月                                    | 8週間                                                         | 2ヶ月                                    | 2ヶ月 | 約1カ月 (ライトおよびWi-Fiオフ、約1分/1ページで1日30 ページ読書時) | 数週間                         | 1200 mAh 数週間                | 1200 mAh 数週間                | 1000 mAh 数週間                |
| 色                          | ブルー ライラック シルバー ブラック      | ブラック ピンク ブルー シルバー                     | ブラック ホワイト                                     | Espresso Ivory Onyx                      | ブラック ピンク                                               | 不明                                     | ブラック | ブラック                                                           | ブラック                       | ブラック                       | ブラック ホワイト              | ブラック                       |
| 発売日(海外)                | 2011/05/23 (米国)                        | 2012/10/01 (米国)                                   | 2012/10/01 (米国)                                     | 2013/04/16 (米国)                        | 2013/09/18 (米国)                                             | 2014/10/01 ・カナダ ・米国 ・英国等      | 2015/05/01 ・米国 ・カナダ ・オーストラリア ・ニュージーランド 2015/05/22 ・フランス 2015/06/01 ・英国 ・イタリア ・オランダ ・ドイツ ・スペイン |                                                                    | 不明                           | 不明                           | 不明                           | 不明                           |
| 価格(海外)                  | 不明                                     | $129.99(米国)                                       | $79.99(米国)                                          | $175(米国)                               | $149.99(米国)                                                 | $179.99 ￡139.99 €179.9                  | $129.99 |                                                                    | 不明                           | 不明                           | 不明                           | 不明                           |
| 発売日（日本）              | 2012/07/19                               | 2012/11月15                                         | 2012/12月20                                           | 日本未発売                               | 2013/12/上旬                                                  | 2015/01/30                               | 2015/07/23 | 2016/09/07                                                         | 2018/06/ 06                    | 2018/10/24                     | 2019/09/18                     | 2020/7/22                      |
| 価格（日本）                | 7,980円（2011/07） → 6,980円（2011/11）  | 7,980円                                             | 6,980円                                               | 日本未発売                               | 12,800円                                                      | 19,980円                                 | 12,800円 | 22,800円(税別)                                                     | 13,800円(税別)                 | 31,800円(税別)                 | 22,800円(税別)                 | 9,980円(税別)                  |

## Android端末一覧
| 機種           | Kobo Vox                                       | Kobo Arc                                                   | Kobo Arc 7                                      | Kobo Arc 7HD                                    | Kobo Arc 10HD                                   |
| 画面           | 7インチ、カラー液晶、1024×600                  | 7インチ、フルカラーIPS液晶、1280×800                       | 7インチ、フルカラー液晶、1024×600               | 7インチ、フルカラー液晶、1920×1200              | 10インチ、フルカラー液晶、2560×1600             |
| タッチパネル   | 静電容量式、？点マルチタッチ                   | 静電容量式、？点マルチタッチ                               | 静電容量式、5点マルチタッチ                     | 静電容量式、10点マルチタッチ                    | 静電容量式、？点マルチタッチ                    |
| 重さ           | 402.5g                                         | 364g                                                       | 360g                                            | 341g                                            | 627g                                            |
| 大きさ         | 7.57 x 5.06 x 0.53 inch                        | 120mm×189mm×11.5mm                                         | 122mm×194mm×10.05mm                             | 122mm×194mm×9.6mm                               | 253mm×172mm×9.9mm                               |
| OS             | Android 2.3                                    | Android 4.0                                                | Android 4.2.2                                   | Android 4.2.2                                   | Android 4.2.2                                   |
| CPU            | Freescale i.MX51 (ARM Cortex-A8 1コア) 800 MHz | Texas Instruments OMAP 4470 1.5 GHz（ARM Cortex-A9 2コア） | MediaTek MTK8125 1.2 GHz（ARM Cortex-A9 4コア） | NVIDIA Tegra 3 1.7 GHz（ARM Cortex-A9 4+1コア） | NVIDIA Tegra 4 1.8 GHz（ARM Cortex-A9 4+1コア） |
| DRAM           | 512 MB                                         | 1 GB                                                       | 1 GB                                            | 1 GB                                            | 2 GB                                            |
| 内部ストレージ | 8GB                                            | 8GB, 16GB                                                  | 8GB                                             | 16GB, 32GB                                      | 16GB                                            |
| 外部ストレージ | 外部microSDHCカード対応                        | なし                                                       | 外部microSDHCカード対応                         | なし                                            | なし                                            |
| カメラ         | なし                                           | 130万画素                                                  | 30万画素                                        | 130万画素                                       | 130万画素                                       |
| 接続           | Wi-Fi 802.11 b/g/n, microUSB                   | Wi-Fi 802.11 b/g/n, microUSB, Wi-Fi Direct                 | Wi-Fi 802.11 b/g/n, microUSB                    | Wi-Fi 802.11 b/g/n, microUSB                    | Wi-Fi 802.11 b/g/n, microUSB, Miracast          |
| バッテリー     | 7時間（Wi-Fiオフ）                             | 10時間駆動（Wi-Fiオフ時）、2週間スタンバイ                 | 9時間                                           | 8時間                                           | 9.5時間                                         |
| 色             | ブラック、ブルー、グリーン、ピンク             | ブラック、ホワイト                                         | ブラック                                        | ブラック、ホワイト                              | ブラック                                        |
| 発売日(海外)   | 2011年11月(米国）                              | 2012年11月21日(米国）                                      | 2013年10月16日(米国）                           | 2013年10月16日(米国）                           | 2013年10月16日(米国）                           |
| 価格(海外)     | $199.99(米国)                                  | $199.99(米国)                                              | $149.99(米国)                                   | $199.99(16GB・米国) $249.99(32GB・米国)         | $399.99(米国）                                  |
| 発売日（日本） | 日本未発売                                     | 日本未発売                                                 | ？                                              | 2013年12月26日（日本）                          | ？                                              |
| 価格（日本）   | 日本未発売                                     | 日本未発売                                                 | 14,800円                                        | 22,800円（16GB）、27,800円（32GB）              | ？                                              |

## 製品に関する備考

### 国内、海外版のサポートの違い
Kobo は自前のユーザーフォーラムを持っておらず、MobileRead に"Kobo Developers' Corner" フォーラムを設けてファームウェアの改善を行っている。楽天を通じてのファームウェア配信はTouch などの古いハードが放置されているが、海外版ではTouchにもGloと同じバージョンのファームウェアが提供されるなど国内よりも良好なサポートが提供されている。
国内・国外版はハードに違いはなく、また国内未導入のファームでも日本語対応はされているので、上記フォーラムを通じて最新のファームを入手することでバージョンアップを図ることができ、また国内で提供されていない"Pocket"などの機能を利用することができる。ただし国内版より増えている機能については日本語回りの検証が十分に行われていない。